# Omloop Het Nieuwsblad 2023
78. ročník jednodenního cyklistického závodu Omloop Het Nieuwsblad se konal 25. února 2023 v Belgii. Vítězem se stal Nizozemec Dylan van Baarle z týmu Team Jumbo–Visma. Na druhém a třetím místě se umístili Belgičan Arnaud De Lie (Lotto–Dstny) a Francouz Christophe Laporte (Team Jumbo–Visma). Závod byl součástí UCI World Tour 2023 na úrovni 1.UWT a byl čtvrtým závodem tohoto seriálu.

## Týmy
Závodu se zúčastnilo všech 18 UCI WorldTeamů a 7 UCI ProTeamů. Týmy Israel–Premier Tech, Lotto–Dstny a Team TotalEnergies dostaly automatické pozvánky jako 3 nejlepší UCI ProTeamy sezóny 2022, další 4 UCI ProTeamy (Bingoal WB, Human Powered Health, Team Flanders–Baloise a Uno-X Pro Cycling Team) pak byly vybrány organizátory závodu, Flanders Classics. Všechny týmy přijely se sedmi jezdci, ale 2 jezdci neodstartovali, celkem se tak na start postavilo 173 závodníků. Do cíle v Ninove dojelo 83 z nich.
UCI WorldTeamy
- AG2R Citroën Team
- Alpecin–Deceuninck
- Arkéa–Samsic
- Astana Qazaqstan Team
- Bora–Hansgrohe
- Cofidis
- EF Education–EasyPost
- Groupama–FDJ
- Ineos Grenadiers
- Intermarché–Circus–Wanty
- Movistar Team
- Soudal–Quick-Step
- Team Bahrain Victorious
- Team DSM
- Team Jayco–AlUla
- Team Jumbo–Visma
- Trek–Segafredo
- UAE Team Emirates

UCI ProTeamy
- Bingoal WB
- Human Powered Health
- Israel–Premier Tech
- Lotto–Dstny
- Team Flanders–Baloise
- Team TotalEnergies
- Uno-X Pro Cycling Team

## Výsledky
| Pořadí | Jezdec                   | Tým                     | Čas        |
| ------ | ------------------------ | ----------------------- | ---------- |
| 1      | Dylan van Baarle (NED)   | Team Jumbo–Visma        | 4h 54' 49" |
| 2      | Arnaud De Lie (BEL)      | Lotto–Dstny             | + 20"      |
| 3      | Christophe Laporte (FRA) | Team Jumbo–Visma        | + 20"      |
| 4      | Alexander Kristoff (NOR) | Uno-X Pro Cycling Team  | + 20"      |
| 5      | Tom Pidcock (GBR)        | Ineos Grenadiers        | + 20"      |
| 6      | Davide Ballerini (ITA)   | Soudal–Quick-Step       | + 20"      |
| 7      | Nils Politt (GER)        | Bora–Hansgrohe          | + 20"      |
| 8      | Andrea Pasqualon (ITA)   | Team Bahrain Victorious | + 20"      |
| 9      | Rui Oliveira (POR)       | UAE Team Emirates       | + 20"      |
| 10     | Sep Vanmarcke (BEL)      | Israel–Premier Tech     | + 20"      |